# Station Częstochowa Warta
Station Częstochowa Warta is een spoorwegstation in de Poolse plaats Częstochowa.